# Aspirant (politie)

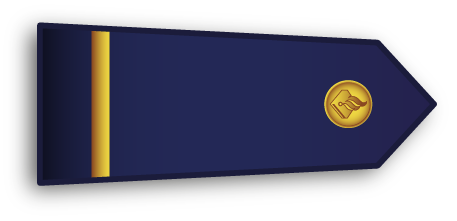
Het rangonderscheidingsteken van een aspirant

De rang aspirant, is toegekend aan Nederlandse politieambtenaren in opleiding. De opleiding tot hoofdagent is sinds begin 2021 verkort van 3 naar 2 jaar. Dit vanwege de grote tekorten van politieagenten op straat. Hierdoor is de keuze van welk niveau, agent (niveau 3) of hoofdagent (niveau 4), veranderd. De aspirant kan nu de politieopleiding mbo 4-niveau doen van 2 jaar.

Er zijn meerdere opleidingen die een aspirant kan volgen, in de tabel vind je de meest voorkomende opleidingen die een aspirant kan volgen.
| Niveau | Rang                               | Duur       | Functie                                     |
| ------ | ---------------------------------- | ---------- | ------------------------------------------- |
| 2      | Surveillant                        | 18 maanden | Arrestantenbeveiliger                       |
| 4      | Allround politiemedewerker (agent) | 2 jaar     | Politieagent                                |
| 5      | Politiekundige                     | 2,5 jaar   | hbo-bachelor                                |
| 6      | Recherchekundige                   | 3 jaar     | pre-master (1 jaar) / master (2 tot 3 jaar) |

Gedurende de opleiding bezit ook de aspirant volledige opsporingsbevoegdheid en is dus opsporingsambtenaar. Voordat de aspirant deze opsporingsbevoegdheid krijgt, legt deze eerst de eed of belofte af. Tijdens de opleiding wordt een duaal traject gevolgd, hetgeen betekent dat de ambtenaar aan de Politieacademie studeert, maar ook werkend leert bij een eenheid van het nationale korps.
De aspirant is te herkennen aan de rangonderscheiding met één streep.